# The One (Elton John-album)
 For alternative betydninger, se The One. (Se også artikler, som begynder med The One)
The One er det 23. studiealbum af den britiske sanger Elton John og blev udgivet den 22. juni 1992. Albummet blev indspillet i Paris, Frankrig og produceret af Chris Thomas. Albumcoveret blev designet af Gianni Versace.
Olle Romo samarbejdede med Elton John og Bernie Taupin på sangen "Runaway Train", hvor Eric Clapton sang duet med John. David Gilmour fra Pink Floyd spillede guitar på "Understanding Women". Johns tidligere trommeslager Nigel Olsson, sangeren Kiki Dee og guitarist Davey Johnstone sang baggrundsvokal på nogle sange.
Albummet nåede andenpladsen på UK Singles Chart, og det var Elton Johns bedstsælgende album i USA siden 1975. Albummet modtog to gange platinplade af Recording Industry Association of America.

## Indhold
Alle sange er skrevet af Elton John og Bernie Taupin, medmindre andet er angivet.
| #   | Titel                                   | Sangskriver(e)                       | Længde |
| --- | --------------------------------------- | ------------------------------------ | ------ |
| 1.  | "Simple Life"                           |                                      | 6:25   |
| 2.  | "The One"                               |                                      | 5:53   |
| 3.  | "Sweat It Out"                          |                                      | 6:38   |
| 4.  | "Runaway Train" (Duet med Eric Clapton) | Elton John, Bernie Taupin, Olle Romo | 5:23   |
| 5.  | "Whitewash County"                      |                                      | 5:30   |
| 6.  | "The North"                             |                                      | 5:15   |
| 7.  | "When a Woman Doesn't Want You"         |                                      | 4:56   |
| 8.  | "Emily"                                 |                                      | 4:58   |
| 9.  | "On Dark Street"                        |                                      | 4:43   |
| 10. | "Understanding Women"                   |                                      | 5:03   |
| 11. | "The Last Song"                         |                                      | 3:21   |

## Musikere
- Elton John – keyboard, vokal
- Davey Johnstone – guitar, baggrundsvokal
- David Gilmour – guitar på "Understanding Women"
- Olle Romo – trommer, perkussion, trommeprogrammering
- Pino Palladino – basguitar
- Mark Taylor – keyboard
- Guy Babylon – keyboard og programmering
- Adam Seymour – guitar
- Eric Clapton – guitar og vokal på "Runaway Train"
- Nigel Olsson – baggrundsvokal
- Kiki Dee – baggrundsvokal

## Hitlisteplaceringer
| Hitliste (1992)                  | Placering |
| -------------------------------- | --------- |
| Australien (ARIA Charts)         | 2         |
| Østrig (Ö3 Austria Top 40)       | 1         |
| Canada (RPM Albums Chart)        | 7         |
| Danmark (Tracklisten)            | 3         |
| Nederlandene (MegaCharts)        | 14        |
| Frankrig (SNEP)                  | 1         |
| Tyskland (Media Control Charts)  | 1         |
| Italien (Hit Parade Italia)      | 1         |
| Japan (Oricon)                   | 35        |
| New Zealand (RIANZ)              | 7         |
| Norge (VG-lista)                 | 2         |
| Spanien (PROMUSICAE)             | 4         |
| Sverige (Sverigetopplistan)      | 8         |
| Schweiz (Schweizer Hitparade)    | 1         |
| Storbritannien (UK Albums Chart) | 2         |
| USA (Billboard 200)              | 8         |